# Joseph L. Tillinghast
Joseph Leonard Tillinghast (* 1791 in Taunton, Massachusetts; † 30. Dezember 1844 in Providence, Rhode Island) war ein US-amerikanischer Politiker. Zwischen 1837 und 1843 vertrat er den zweiten Wahlbezirk des Bundesstaates Rhode Island im US-Repräsentantenhaus.

## Werdegang
Joseph Tillinghast war ein Cousin von Thomas Tillinghast, der zwischen 1797 und 1803 zweimal den Staat Rhode Island im US-Repräsentantenhaus vertreten hatte. Er kam schon früh nach Rhode Island, wo er eine gute Ausbildung erfuhr; später stieg er in das Zeitungsgeschäft ein. Im Jahr 1809 gab er die Zeitung "Providence Gazette" heraus. Nach einem Jurastudium und seiner 1811 erfolgten Zulassung als Rechtsanwalt begann er in Providence in seinem neuen Beruf zu arbeiten. Politisch stand er in Opposition zu Andrew Jackson und dessen Demokratischer Partei. Daher wurde er Anfang der 1830er Jahre Mitglied der damals neugegründeten Whig Party. Zwischen 1826 und 1833 war Tillinghast Abgeordneter im Repräsentantenhaus von Rhode Island; zeitweise war er Speaker des Hauses.
1836 wurde Tillinghast in das US-Repräsentantenhaus gewählt, wo er am 4. März 1837 die Nachfolge von Dutee Jerauld Pearce antrat. Nach zwei Wiederwahlen konnte er bis zum 3. März 1843 drei Legislaturperioden im Kongress absolvieren. Dort erlebte er den politischen Konflikt seiner Partei mit Präsident John Tyler, der, obwohl er ursprünglich aus dieser Partei gekommen war, sich immer mehr von ihr distanziert und den Demokraten angenähert hatte. Im Jahr 1842 verzichtete Tillinghast auf eine weitere Kandidatur. Bereits seit 1833 bis zu seinem Tod war er Kurator der Brown University in Providence. Er starb im Dezember 1844.